# Donje Paprasko
Donje Paprasko är en ort i Bosnien och Hercegovina.   Den ligger i entiteten Federationen Bosnien och Hercegovina, i den centrala delen av landet, 50 km väster om huvudstaden Sarajevo. Donje Paprasko ligger 284 meter över havet och antalet invånare är 238. Den ligger vid sjön Jablaničko Jezero.
Terrängen runt Donje Paprasko är bergig åt sydväst, men åt nordost är den kuperad. Donje Paprasko ligger nere i en dal. Närmaste större samhälle är Jablanica, 2,9 km sydväst om Donje Paprasko. 
I omgivningarna runt Donje Paprasko växer i huvudsak lövfällande lövskog. Runt Donje Paprasko är det ganska tätbefolkat, med 93 invånare per kvadratkilometer.